# Parigi-Bruxelles 1982
La Parigi-Bruxelles 1982, sessantaduesima edizione della corsa, si svolse il 22 settembre 1982 su un percorso di 286 km, con partenza da Senlis e arrivo a Sint-Genesius-Rode. Fu vinta dall'olandese Jacques Hanegraaf della Ti-Raleigh-Campagnolo davanti al francese Pascal Jules e all'olandese Johan van der Velde.

## Ordine d'arrivo (Top 10)
| Pos. | Corridore           | Squadra               | Tempo    |
| ---- | ------------------- | --------------------- | -------- |
| 1    | Jacques Hanegraaf   | Ti-Raleigh-Campagnolo | 7h11'00" |
| 2    | Pascal Jules        | Renault-Elf           | a 3"     |
| 3    | Johan van der Velde | Ti-Raleigh-Campagnolo | s.t.     |
| 4    | Rudy Pevenage       | Capri Sonne           | s.t.     |
| 5    | Gregor Braun        | Capri Sonne           | s.t.     |
| 6    | Giuseppe Saronni    | Del Tongo-Colnago     | s.t.     |
| 7    | Jan Raas            | Ti-Raleigh-Campagnolo | s.t.     |
| 8    | Hennie Kuiper       | DAF Trucks-TeVe Blad  | s.t.     |
| 9    | Franky De Gendt     | Vermeer-Thijs         | s.t.     |
| 10   | Bernard Hinault     | Renault-Elf           | s.t.     |